# National Theatre (Washington)
 (avril 2020).
Si vous disposez d'ouvrages ou d'articles de référence ou si vous connaissez des sites web de qualité traitant du thème abordé ici, merci de compléter l'article en donnant les références utiles à sa vérifiabilité et en les liant à la section « Notes et références ».
Le National Theatre est un théâtre américain de Washington (district of Columbia).
Il appartient à l'organisation Nederlander depuis 1972.